# Aventino
Aventino (em latim: mons Aventinus) é uma das sete colinas sobre as quais foi fundada a cidade de Roma. Trata-se de uma colina de forma mais ou menos trapezoidal, de encostas íngremes e que chega até as margens do Tibre. Entre as sete, era a mais isolada e de acesso mais difícil. Ligada a ela através de uma selada está uma outra pequena colina chamada Pequeno Aventino (em italiano:  Piccolo Aventino). Atualmente a área corresponde aos modernos riones de Ripa, San Saba (o Pequeno Aventino) e Testaccio.

## Geografia
A região se subdivide em um "Aventino" propriamente dito, entre o Tibre e o vale do Circo Máximo e o "Pequeno Aventino", atualmente chamado de "Colina de San Saba". Na época republicana, os dois setores estavam no interior da Muralha Serviana e aparentemente eram chamados de Aventino, mas com a reorganização urbana realizada por Augusto, o Aventino foi dividido entre a Regio XIII - Aventinus e a Regio XII - Piscina Publica.
Sua altura máxima é de 46,6 metros acima do nível do mar (diante da igreja de Santi Bonifacio e Alessio).

## Etimologia
É incerta a origem etimológica do nome "Aventinus", que pode ser uma referência a um dos reis de Albalonga, filho de Hércules, ou da locução "ab adventu hominum", que era a denominação de um templo de Diana, ou de "ab advectu", que significa "transportado pela água" por causa dos pântanos que circundavam a região ou, segundo Névio, de "ab avibus", uma referência aos pássaros que para ali vinham do Tibre para fornecer augúrios a Remo ou, finalmente, por causa da aveia que era cultivada no local e era comercializada no mercado do vale vizinho.

## História

### Período arcaico e monárquico
Entre os mitos relativos à fundação de Roma está a lenda de Hércules e Caco e a figura de Remo, que escolheu o Aventino como local a partir de onde ele poder avistar os pássaros vindos do Tibre em busca de augúrios em sua disputa com Rômulo sobre o melhor local para fundar a cidade.
O monte propriamente dito foi anexo à cidade na época de Anco Márcio, o quarto rei de Roma, que assentou ali refugiados das cidades que havia conquistado (Ficana, Medullia, Tellenae e Politorium) e construiu uma primeira fortificação independente, talvez por que o Aventino era mais defensável dos ataques inimigos. A colina foi descrita como baixo e largo, com perímetro de 18 estádios (cerca de 3,3 quilômetros) e cercado por uma faixa de florestas com várias espécies de árvores, entre as quais se destacava o Louro (em latim: Lauro).
Mais tarde, o Aventino foi incluído na primeira muralha da cidade (século VI) e depois na Muralha Serviana republicana, mas ainda ficava fora do pomério, o recinto sagrado da cidade, o que só mudou com o imperador Cláudio no século I. Graças à sua posição particularmente próxima ao porto fluvial de Roma e do Empório, o Aventino sempre abrigou colônias de estrangeiros envolvidos no comércio com a cidade.

### Época republicana
Tradicionalmente, o Aventino é considerado como sendo a sede da plebe romana, contraposta ao Palatino, que era a dos patrícios. Com a Lex Icilia de Aventino publicando, de 456 a.C., a área da colina foi distribuída entre os plebeus para construção de residências, remediando a ocupação ilegal das terras públicas pelos patrícios que já vinha provocando protestos e revoltas. O Aventino adquiriu também nesta época seu caráter de quarteirão popular e mercantil, especialmente pela proximidade com o Tibre e com o Empório. Ali também é que se materializou a defesa mais extrema do tribuno da plebe Caio Graco em 123 a.C., o que provocou milhares de mortos.
A vida econômica da cidade neste meio tempo era realizada no antiquíssimo (e pequeno) Fórum Boário, na planície ao sul do Aventino, onde, a partir do início do século II a.C., foram construídos o novo porto fluvial de Roma, o Empório, o gigantesco Pórtico de Emília, os grandes armazéns e depósitos da cidade (Hórreos de Galba, Hórreos Lolianos e também os Anicianos, Sejanos e Fabário) e também o mercado de pães (Fórum Pistório). A Via Marmorata é um vestígio de um dos mais importantes produtos que transitavam pelo Aventino depois de serem desembarcados nos portos, o mármore. Na lateral desta fervilhante área comercial se formou o monte Testácio (em latim: Testaccio), uma colina artificial de mais de 30 metros de altura e formada pelo depósito constante de cacos de ânforas levadas a Roma como tributos de todas as províncias do estado romano.
Nesta época, viveram no Aventino os poetas Ênio e Névio.

### Época imperial
No período imperial, a característica da colina mudou e o Aventino passou a abrigar diversas residências aristocráticas, entre as quais as de Trajano e Adriano antes de se tornarem imperadores (privata Traiani e privata Hadriani) e de Lúcio Licínio Sura, amigo de Trajano. Viveram ali também o imperador Vitélio e o prefeito urbano de Roma Lúcio Fábio Cilão, da época de Sétimo Severo. A população mais pobre se deslocou para a planície nas imediações do Empória e para a outra margem do Tibre, onde hoje estão os modernos riones Trastevere, Borgo e Prati.
Esta nova característica foi provavelmente a causa de sua total destruição durante o saque de Roma de Alarico I em 410. Depois disto, algumas cartas de Jerônimo citam o Aventino.

#### Ruas
O Vico da Piscina Pública (moderna Viale Aventino) demarcava a fronteira entre as duas regiões augustanas Regio XIII - Aventinus e a Regio XII - Piscina Publica no Aventino. O seu prolongamento até a Muralha Serviana era chamada Vico da Porta Raudusculana (hoje Viale della Piramide Cestia).
A primeira estrada que permitia o tráfego de carroças saindo do Aventino foi o Clivo Publício, que saía do Fórum Boário e continuava ao longo da moderna Via di Santa Prisca até o Vico da Piscina Pública. Dali saía uma outra via antiga, provavelmente chamada Vico Armilústrio (moderna Via di Santa Sabina), que continuava para o sul até a Porta Lavernal na muralha. Além disto, outra via antiga saía da Porta Trigêmina através de uma planície estreita entre o Tibre e o Aventino e depois seguia o percurso da atual Via Marmorata até chegar na Via Ostiense.

### Épocas medieval e moderna
Em 537, o Aventino foi o refúgio do papa Silvério, acusado pelo imperador bizantino Justiniano de tramar com os ostrogodos de Vitige, que cercavam Roma. Durante o período medieval, foram construídos no Aventino as igrejas de Santa Sabina, Santi Bonifacio e Alessio, Santa Prisca. No Pequeno Aventino, San Saba e Santa Balbina.
Onde hoje está o Giardino degli Aranci foi construída a fortaleza da família Savelli, a Rocca Savella, onde viveu o papa Honório IV e construída na década de 1380, talvez sob uma fortificação preexistente da família Crescenzi, do século X. Piranesi construiu ali, em 1765, a Piazza dei Cavalieri di Malta, que emprestou seu nome da Villa del Priorato di Malta, sede da Ordem dos Cavaleiros de Malta, e também a igreja de Santa Maria del Priorato, vizinha do palácio da villa, onde o próprio Piranesi está sepultado.

### Época contemporânea
Aventino foi o nome de uma secessão parlamentar que os deputados antifascistas criaram depois do sequestro de Giacomo Matteotti, assassinado pelos fascistas depois de ter denunciado na Câmara dos Deputados as fraudes eleitorais e a violência dos esquadrões fascistas. Os deputados, em 27 de junho de 1924, reunidos em uma sala do Palácio Montecitório, decidiram abandonar os trabalhos no parlamento e se recusaram a entrar em sessão até que fosse abolida a milícia fascista e recuperada a autoridade da lei. Contudo, o movimento foi inútil, pois o rei Vitório Emanuel III, depois de ter se recusado a assinar um recurso ao estado de sítio para bloquear a Marcha sobre Roma, encarregou o líder dos fascistas, Benito Mussolini, deputado eleito em 1921, de formar um novo governo.
Atualmente o Aventino é uma elegante zona residencial com uma vasta gama de locais de interesse arquitetônico e histórico. O lado de frente para o Tibre passou a fazer parte do rione histórico de Ripa. Em 1921, da Ripa foi separada o Pequeno Aventino, destinado a edifícios populares, para criar um novo rione, San Saba.

## Monumentos

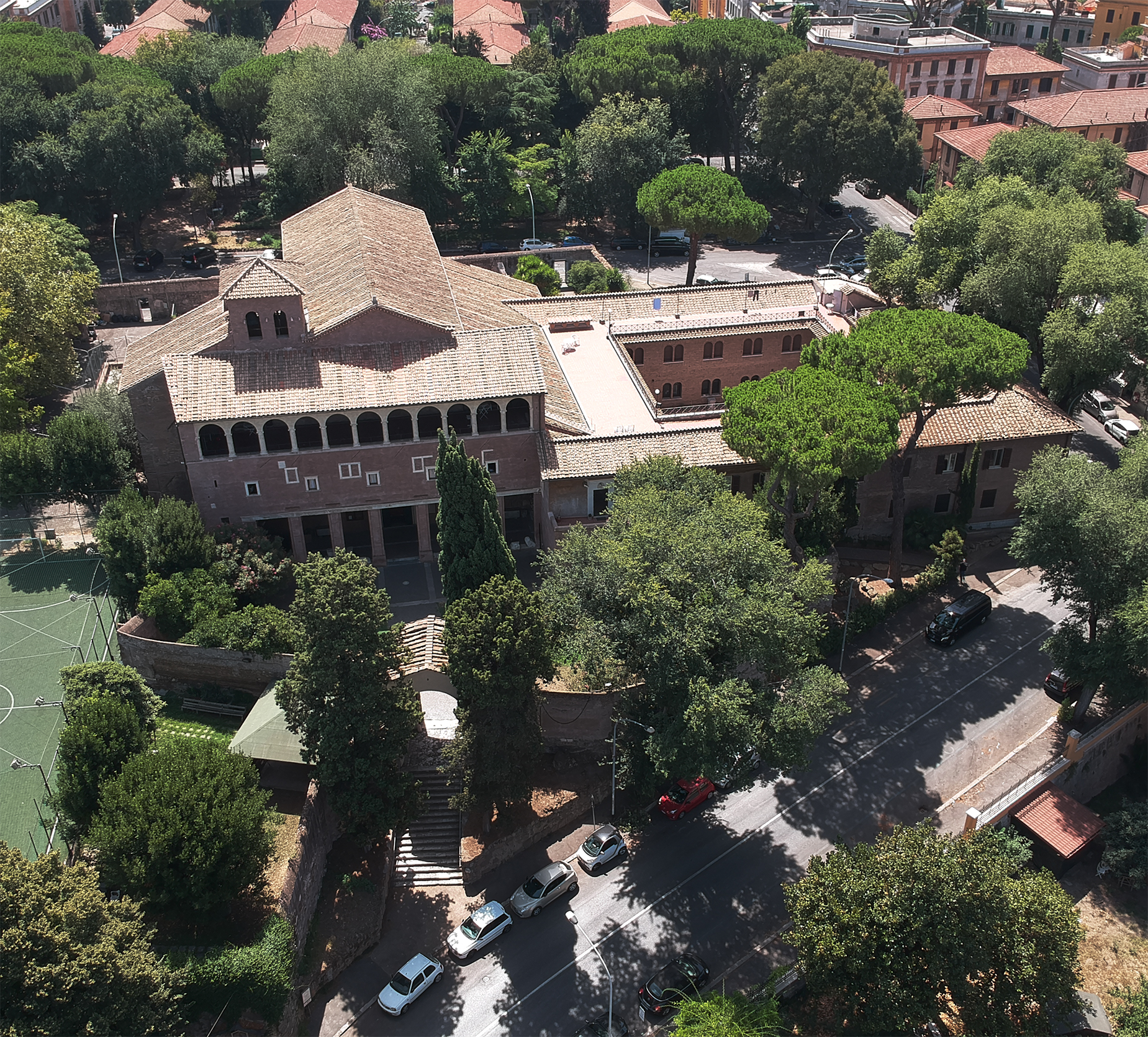
San Saba.

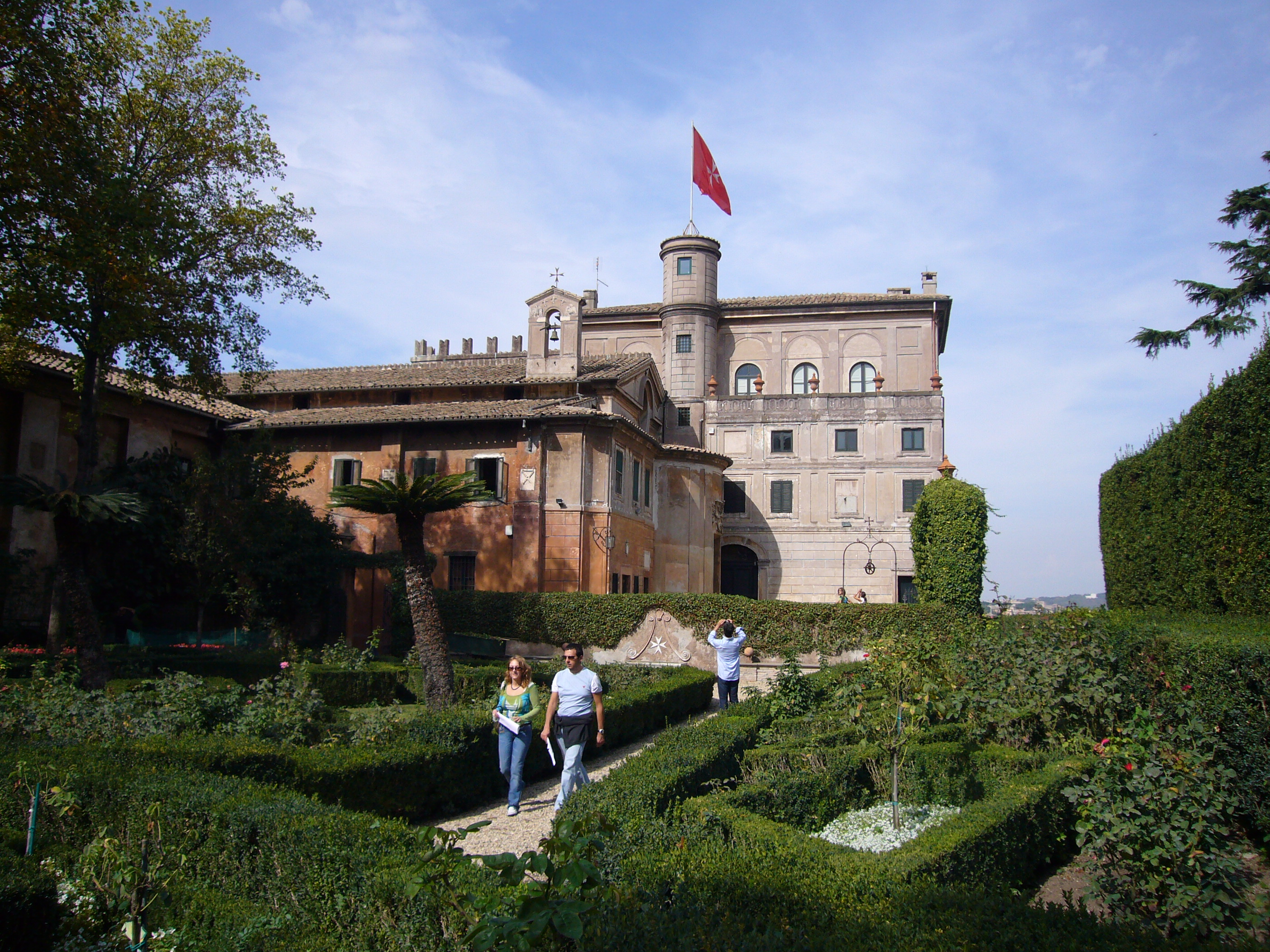
Villa del Priorato di Malta e Santa Maria del Priorato.

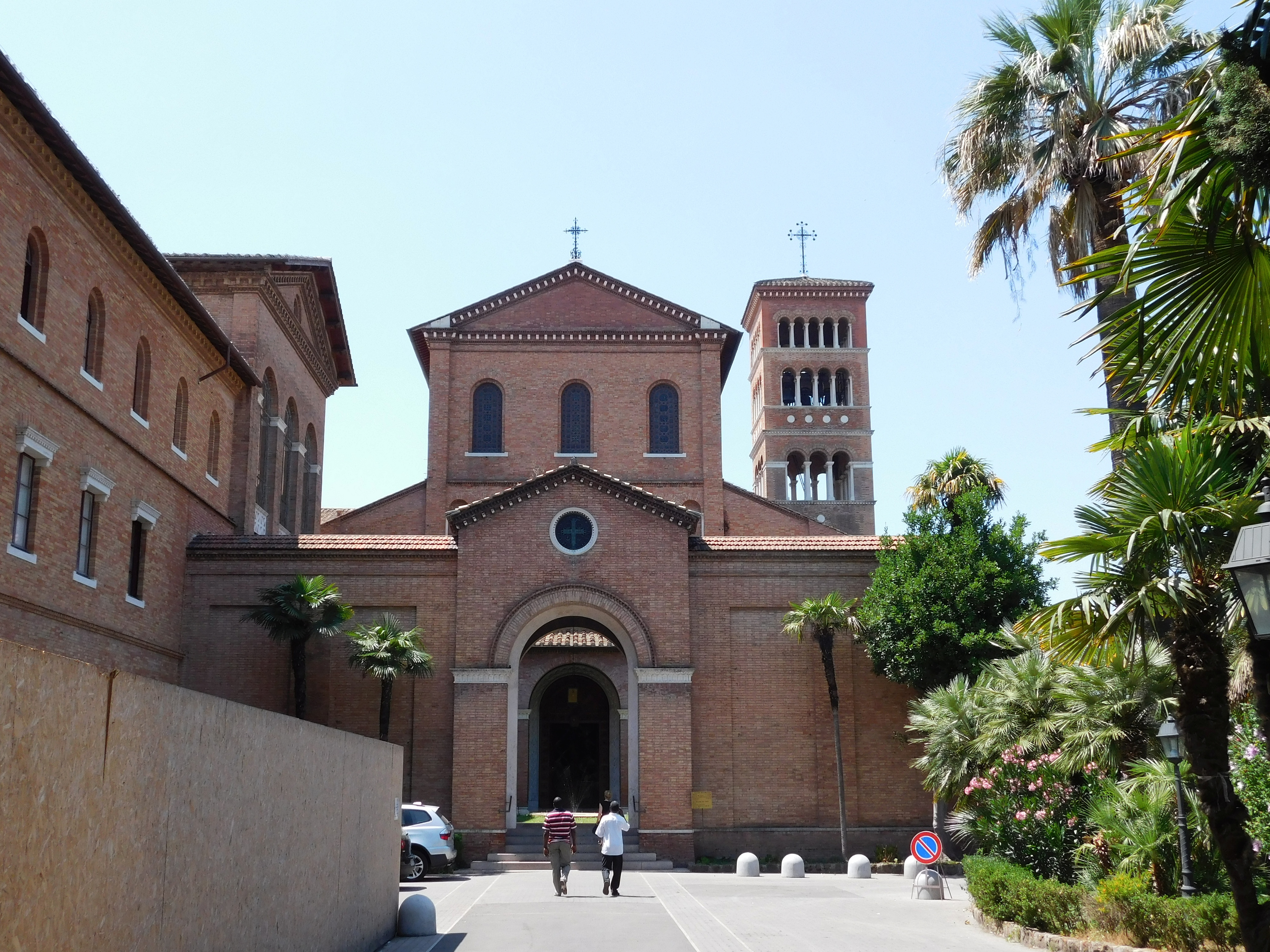
Sant'Anselmo all'Aventino

Por sua posição fora do pomério, o Aventino podia abrigar templos dedicados a deuses estrangeiros, começando pelo importante Templo de Diana, um santuário federal dos latinos construído pelo rei Sérvio Túlio, mas também o Templo de Minerva. Ali também era a sede de culto das principais divindades municipais transferidas para Roma depois que elas eram conquistadas e destruídas com o ritual do evocatio (a transferência em si), como o Templo de Juno Regina (de Veios) e o Templo de Vertumno (da cidade de Vertumno, de localização incerta, mas que pode ser Volsínios). Outros santuários no local eram o Templo de Luna e o Templo de Júpiter Libertador. Em suas encostas, não muito longe da Porta Trigêmina, ficava um alter dedicado ao semideus Evandro, que Dionísio de Halicarnasso afirma ter visto.
Entre as muitas residências deste quarteirão, além daquelas de status imperial já citadas, também foram escavadas sob as igrejas de Santa Sabina e Santa Prisca outras ruínas. Na região do Pequeno Aventino ficava a Casa de Cilão, do prefeito urbano (203) e cônsul (204) Lúcio Fábio Cilão, presente do imperador Sétimo Severo e descoberta sob Santa Balbina. Em 1958, sob a propriedade da família Bellezza (no Largo Arribo VII, perto do Mitreu de Santa Prisca), foi descoberta uma residência do final do período republicano. A porção escavada residência, conhecida também como Casa Picta, está a doze metros abaixo do nível da rua e é formada por dois recintos (o das colunas jônicas e o dos afrescos amarelos) e um criptopórtico. Os afrescos são do Quarto Estilo e os pisos — geralmente bem conservados — são geralmente em um fundo em opus signinum. Entre as casas demolidas para abrir espaço para as Termas de Caracala está uma que foi escavada em 1858 sobre a vigna Guidi, com vários ambientes ricos em mosaicos, pinturas e esculturas. Num estágio posterior dos trabalhos, em 1970, foram recuperados os restos bem conservados e passíveis de reconstrução de um teto pintado, o que permitiu datar o complexo na década de 130 a.C..
Mais tarde, foram documentados no Aventino santuários de divindades orientais, como o Templo de Júpiter Doliqueno (138), um iseu (santuário dedicado à deusa egípcia Ísis Atenodoria), que ficava no local onde hoje está a Basílica de Santa Sabina, e mitreus (templos dedicados ao deus oriental Mitra) onde hoje estão as igrejas de Santa Prisca e Santa Balbina (Mitreu de Santa Prisca e Mitreu de Santa Balbina respectivamente). No Pequeno Aventino estava o Templo da Bona Dea, dedicado à Bona Dea Subsaxana. A história do antiquíssimo título de Santa Prisca permite supor também que existia na região uma presença cristã muito precoce.
Na época imperial, foram construídos no Aventino a caserna da IV coorte dos vigias e várias termas: as Termas Suranas, da época de Trajano (r. 98-117), as Termas de Décio (r. 249-251), e as Termas de Caracala (r. 211-217), dedicada à população mais pobre da cidade, na encosta do Aventino de frente para a Via Ápia.